# Acalolepta pleuralis
Acalolepta pleuralis är en skalbaggsart som först beskrevs av Schwarzer 1930.  Acalolepta pleuralis ingår i släktet Acalolepta och familjen långhorningar. Inga underarter finns listade i Catalogue of Life.